# Abdalatife
Muafacadim Abu Maomé ibne Iúçufe Abdalatife (Muwaffak al-Din Abu Muhammad ben Jusuf Abdul al-Latif), melhor conhecido apenas como Abdalatife de Bagdá (em árabe: عبداللطيف البغدادي; romaniz.: Abd al-Latif al-Baghdadi; Bagdá, 1161 – Bagdá, 8 de novembro de 1231). O nome Abdalatife, significa literalmente "Servo de Deus benevolente". Foi um sábio árabe.

## Biografia
Depois de ter estudado em Bagdá, visitou Moçul, Damasco, Jerusalém, chegou ao Egito e depois à corte da Síria, onde foi bem recebido por Saladino que se tornou seu protector. De regresso, pelo Cairo, Abdalatife foi testemunha da peste e da fome que assolaram o Egito desde 1200 até 1201, e sobre as quais escreveu relatos comoventes na sua "Descrição do Egito".
Foi então que se deu ao estudo da medicina, fê-lo em Damasco e tornou-se celebre dentro em pouco. Depois continuou em Alepo o ensino da medicina e de diversas outras ciências. São conhecidos os títulos de 136 escritos de Abdalatife, perto de um quarto dos quais são consagrados à medicina. Mas este sábio é sobretudo celebre pela sua grande obra: "Descrição do Egito", de que só foi conservado um resumo.